# Grande Seca de Moçambique
A Grande Seca de Moçambique foi um desastre natural que atingiu sobretudo o território que hoje faz parte de Moçambique a partir de 1821 e durou até 1831, com consequências sociais, ecológicas e políticas catastróficas para a região.

## História
O clima no sul do continente Africano caracteriza-se pela sua instabilidade e embora todos os anos caia alguma chuva, existe um padrão de secas e chuvas prolongadas, que podiam perturbar as sociedades instaladas na região. Moçambique é altamente exposto a desastres naturais, como cheias, ciclones e secas. Em tempos de seca, os povos intensificavam a caça, prospecção do ouro e o comércio como alternativa à agricultura, chegando ao ponto da migração para zonas mais férteis caso a seca se revelasse muito forte. A ocorrência de secas prolongadas, porém, dava azo a migração, instabilidades sociais, guerra, banditismo e um aumento de tráfico de escravos.
Entre 1794 e 1802 o sul de África viu-se afectado por uma dura seca, que enfraqueceu o reino de Changamire no Zimbabué e alcançou o lago Niassa, ficando esta seca conhecida na memória popular Africana como mahlatule.

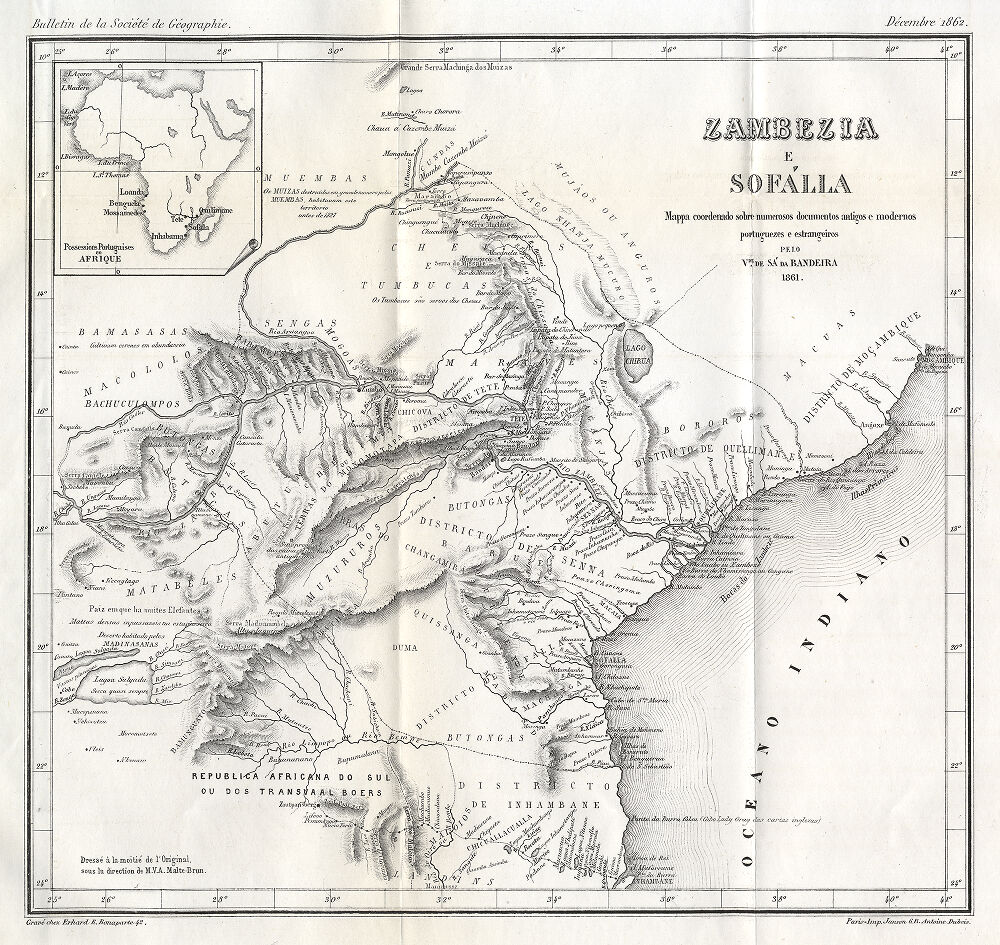
Zambézia e Sofala, 1862

Em 1817 a seca manifestou-se na região de Natal, atingiu o baixo Zambeze em 1821 e em 1823 afectou seriamente o vale do Zambeze. Nos anos seguintes, todo o actual território de Moçambique desde cabo Delgado à Baía de Maputo passaram por "aquilo que parece ter sido a pior das secas jamais registadas" na região.

Nas regiões montanhosas a norte de Tete as populações parecem ter escapado ao pior mas no vale do Zambeze e nas terras baixas as comunidades agrícolas tradicionais foram desmembradas e muitos mudaram-se para ilhas no meio do Zambeze, ou para o delta abundante em água. Registou-se na região um surto de varíola. À seca seguiram-se violentas pragas de gafanhotos, que apareceram em 1827. O governador de Rios de Sena Vasconcelos e Cirne escreveu que:
...Dia após dia, o céu desaparecia aquando da passagem de nuvens destes insectos, que depois destruíam o mato virgem, os campos mais extensos e as próprias regiões do interior, de forma que mesmo as manadas de animais selvagens acabaram por morrer devido à falta de alimentos.
Destruídas as comunidades agrícolas, a seca minou o poder dos prazeiros portugueses, grandes senhores terratenentes que cobravam tributo em redor do Zambeze. Os seus chicundas desertaram acompanhados pelos habitantes livres e os prazos portugueses acabaram devastados por bandos de homens armados à procura de saque. Isto levou à fuga das famílias de prazeiros e à gradual desintegração das elaboradas estruturas politco-sociais típicas dos prazos. As autoridades portuguesas deixaram de poder contar com os prazeiros para o fornecimento de mão-de-obra para carregadores, barqueiros, manutenção de obras públicas, ou a defesa das cidades. As caravanas de mercadores deixaram de poder viajar em segurança e a feira que se realizava em Zumbo foi abandonada. Em 1829 o governador-geral de Moçambique recebeu um relatório relativo à situação em Sena:
A cidade de Sena encontra-se num deplorável estado de decadência devido à fome que ali reina há já quatro anos consecutivos mas agora piorou bastante. Trata-se de algo insuportável e tudo porque mesmo que a chuva voltasse não existem braços para cultivar as terras...
A seca atingiu o seu ponto máximo em 1830. Em 1831 o governador-geral escreveu na Ilha de Moçambique que
Apenas posso dizer que é como se todo o reino vegetal tivesse morrido. Palmares imensos recheados de árvores muito antigas secaram por completo, sendo impossível encontrar onde quer que seja qualquer tipo de frutos ou de verdura.
O comandante português das tropas colocadas na baía de Fernão Veloso escreveu no mesmo ano que
...A fome provocou uma mortandade de tal forma elevada entre os povos do continente que, no intuito de impedir uma epidemia, tornou-se praticamente necessário ordenar o enterro diário dos corpos que são encontrados nos campos.
Também os tradicionais reinos africanos foram duramente atingidos. Os reinos maraves ou carangas passaram por um período de caos ou dissolveram-se. Os reinos maraves de Lundu e Undi perderam todo o seu poder e, na década de 1830 a chefia rozni de Changamire foi atacada várias vezes por angunes invasores e cessou de existir.
As autoridades portugueses procuraram tomar medidas de "ajuda humanitária" e nesse sentido o governo-geral organizou comboios de ajuda humanitária, concedeu liberdade aos navios de mercadores muçulmanos que se mostrassem interessados em levar provisões às zonas afectadas, enviou embaixadas aos reinos costeiros do norte a pedir o envio de ajuda alimentar e enviou navios carregados de cereais para os portos da costa, tendo os comandantes recebido instruções para vender o produto a preços fixos. Organizaram-se expedições para o interior com vista a reactivar os mercados de Zumbo e Bandire e criar uma feira nova em Aruangoa do Norte, porém estas revelaram-se infrutíferas para contrariar os efeitos socio-económicos da seca, devido à dificuldade em encontrar carregadores e porque as populações haviam fugido da fome.
A grande seca durou até 1831 mas foi seguida por uma série de mais pequenas secas. O período de secas só terminou em 1836. Juntamente com as invasões angunes, a grande seca foi um dos importantes factores que levaram à desestabilização e transformação de Moçambique em inícios do séc. XIX, antes da ocupação de todo o território pelos portugueses em fins do século.